# شکستگی سیگاند
شکستگی سیگاند نوعی شکستگی ناشی از کندگی یا اولژن است (ساختارهای بافت نرم که تکه‌های استخوانی متصل به خود را جدا می‌کنند) که از پلاتو تیبیای جانبی زانو، بلافاصله زیر سطح مفصلی تیبیا جدا شده‌است (عکس را ببینید).
به دلیل میزان بالای آسیب رباط و منیسک همراه با ان، وجود شکستگی سگوند یا معکوس سگوند مستلزم این است که وجود این آسیب‌های همراه به‌طور اختصاصی رد شوند. از منظر ارتوپدی، به صورت عملی وجود شکستگی Segond برابر پارگی ACL است، زیرا این همبستگی نزدیک به ۱۰۰ درصد است. هنگامی که آسیب رباط صلیبی قدامی وجود داشته باشد، به صورت روزافزون تمایل بر اینست که بازسازی ACL با بازسازی رباط قدامی جانبی ALL ترکیب شود. مزیت بلندمدت بازسازی رباط قدامی جانبی (ALL) در زمان جراحی ACL مشخص نیست. همچنین به جای توجه به ALL تحقیقات اخیر بر روی تنودز خارج مفصلی جانبی (LET) می‌پردازد.
شکستگی‌های سگوند و سگوندمعکوس با کندگی یک قطعه کوچک، یا «تراشه»، مشخص می‌شود که در رادیوگرافی ساده در صفحه قدامی-خلفی بهتر دیده می‌شود. دیدن قطعه استخوان کنده شده در رادیوگرافی ساده اشعه ایکس بسیار دشوار است و در توموگرافی کامپیوتری بهتر دیده می‌شود. MRI ممکن است برای تجسم ادم مغز استخوان پلاتوی زیرین در تصاویر T2W و اشباع چربی STIR و همچنین یافتن آسیب‌های همراه رباط و/یا مینیسک مفید باشد.